# Annette Kerr
Annette Kerr (* 2. Juli 1920 in Elderslie, Renfrewshire; † 23. September 2013 in London) war eine britische Schauspielerin in Film und Fernsehen und Theater. Sie spielte in den 1950er und 1960er Jahren verschiedene Rollen in britischen Kinoproduktionen. Darunter in Filmen wie Vier Frauen und ein Mord, Die Pille war an allem schuld, Unfall im Weltraum oder Das Privatleben des Sherlock Holmes.

## Leben
Annette Kerr begann ihre Schauspielerkarriere in den 1940er und 1950er Jahren mit Rollen an verschiedenen britischen Theatern. Kerr wird in diesem Zusammenhang häufig in den The Kenneth Williams Diaries von Russell Davies erwähnt. Kenneth Williams und Annette Kerr arbeiteten bei einer Reihe von Theater-Produktionen zusammen.
In Montgomery Tullys Kriminalfilm The Price of Silence spielte sie 1959 ihre erste Nebenrolle in einem Kinofilm. Mitte der 1960er Jahre sah man sie auf der Leinwand in George Pollocks Agatha Christie-Thriller Vier Frauen und ein Mord in der Rolle der Dorothy. 1968 spielte sie unter der Regie von Fielder Cook und Ronald Neame in der David Niven, Deborah Kerr Komödie Die Pille war an allem schuld. 1969 und 1970 hatte sie kleinere Nebenrollen in den Kinoproduktionen Unfall im Weltraum und Das Privatleben des Sherlock Holmes
1959 hatte sie sich auch dem Fernsehen zugewandt. Dort hatte sie in 40 Jahren von 1959 bis 1999 zahlreiche TV-Auftritte in britischen Serien. Sie spielte dort unter anderem in Episoden von Emergency-Ward 10 (1959–1961), No Hiding Place (1961–1965), Mit Schirm, Charme und Melone (1962), Z Cars (1968), UFO (1970), Whodunnit? (1973), A Kind of Loving (1982), A Kind of Loving (1982) oder One Foot in the Grave (1992–1995). In der Fernsehserie 2point4 Children (1991–1999) verkörperte sie in 11 Episoden den Charakter der Dora Grimes.
Annette Kerr verstarb am 23. September 2013 im Alter von 93 Jahren.

## Filmografie (Auswahl)

### Kino
- 1959: The Price of Silence
- 1961: So Evil, So Young
- 1961: The Third Alibi
- 1964: Vier Frauen und ein Mord (Murder Most Foul)
- 1968: Die Pille war an allem schuld (Prudence and the Pill)
- 1969: Unfall im Weltraum (Doppelgänger)
- 1970: Das Privatleben des Sherlock Holmes (The Private Life of Sherlock Holmes)

### Fernsehen
- 1959–1961: Emergency-Ward 10 (Fernsehserie, 2 Episoden)
- 1960–1965: No Hiding Place (Fernsehserie, 4 Episoden)
- 1960: Inside Story (Fernsehserie, 1 Episode)
- 1960: Target Luna (Fernsehserie, 2 Episoden)
- 1960: Boyd Q.C. (Fernsehserie, 1 Episode)
- 1961–1966: ITV Play of the Week (Fernsehserie, 4 Episoden)
- 1961: A Life of Bliss (Fernsehserie, 1 Episode)
- 1961: Harpers West One (Fernsehserie, 1 Episode)
- 1961: Home Tonight (Fernsehserie, 1 Episode)
- 1962: Mit Schirm, Charme und Melone (Fernsehserie, 1 Episode)
- 1963: Suspense (Fernsehserie, 1 Episode)
- 1963: Smugglers' Cove (Fernsehserie, 1 Episode)
- 1963: The Odd Man (Fernsehserie, 1 Episode)
- 1964: Crossroads (Fernsehserie, 1 Episode)
- 1965: Summertime Ends Tonight (Fernsehfilm)
- 1965: Mysteries and Miracles (Fernsehserie, 1 Episode)
- 1965–1971: Public Eye (Fernsehserie, 2 Episoden)
- 1966: Out of the Unknown (Fernsehserie, 1 Episode)
- 1966: The Wednesday Play (Fernsehserie, 2 Episoden)
- 1967: The Golden Age (Fernsehserie, 1 Episode)
- 1968: Z Cars (Fernsehserie, 1 Episode)
- 1968: Mystery and Imagination (Fernsehserie, 1 Episode)
- 1968–1969: ITV Playhouse (Fernsehserie, 2 Episoden)
- 1970: UFO (Fernsehserie, 1 Episode)
- 1971–1972: ITV Saturday Night Theatre (Fernsehserie, 2 Episoden)
- 1972: Pardon My Genie (Fernsehserie, 1 Episode)
- 1973: The Rivals of Sherlock Holmes (Fernsehserie, 1 Episode)
- 1973: The Roses of Eyam (Fernsehfilm)
- 1973: Whodunnit? (Fernsehserie, 1 Episode)
- 1974: Dial M for Murder (Fernsehserie, 1 Episode)
- 1977: The Upchat Line (Fernsehserie, 1 Episode)
- 1982: A Kind of Loving (Fernsehserie, 1 Episode)
- 1982: All for Love (Fernsehserie, 1 Episode)
- 1990: Ruth Rendell Mysteries (Fernsehserie, 1 Episode)
- 1992: London's Burning (Fernsehserie, 1 Episode)
- 1992–1995: One Foot in the Grave (Fernsehserie, 2 Episoden)
- 1998: Alexei Sayle's Merry-Go-Round (Fernsehserie, 2 Episoden)
- 1991–1999: 2point4 Children (Fernsehserie, 11 Episoden als Dora Grimes)